# Енциклопедия, или тълковен речник на науките, изкуствата и занаятите
„Енциклопедия, или тълковен речник на науките, изкуствата и занаятите“ (на френски: Encyclopédie, ou dictionnaire raisonné des sciences, des arts et des métiers) е обща енциклопедия, публикувана във Франция между 1751 и 1772 г., с множество по-късни допълнения, преработени издания и преводи.

## Цел
Целта на енциклопедията според бащата на първата съвременна енциклопедия Дени Дидро е: 
| „ | Всъщност целта на Енциклопедията е да събира знания, разпръснати по света, за да ги приведе в система, понятна за хората, които живеят, и до тези, които идват след нас така, че трудът през предишните векове да не остане безполезен за следващия век, и затова нашите потомци, обогатени със знания, да станат по-добри и по-щастливи, и затова ние да не потънем в забрава, не можейки да послужим на бъдещите поколения. | “ |